# Съюзническа война (220-217 пр.н.е.)
Вижте пояснителната страница за други значения на Съюзническа война.
Съюзническата война от 220 до 217 г. пр. Хр. е конфликт между Етолия и Македония, всяка подкрепена от съюзниците си, за господство над Елада. Македонският цар Филип V воюва в защита и със съдействието на Ахейския съюз. Негови съюзници са и западните съседи на Етолия – Епир и Акарнания. На страната на етолийците са Спарта и Елида.
В хода на войната обширни райони в Тесалия, Епир и Пелопонес са подложени на разорение. Самата Етолия също претърпява загуби и е принудена да признае поражението си. Филип V се налага като гарант на мира в Елада.

## Причини
Съюзническата война (т.е. войната на гръцките съюзници срещу Етолия) възниква от поредица грабителски походи, предприети от етолийците в Пелопонес през 221 и 220 г. пр. Хр. Като причина за нападенията се смятат домогванията на Ахейския съюз към Месения, традиционен съюзник на Етолия. От етолийските набези са засегнати месенската област, Аркадия и Ахея. Безсилен да се противопостави, ахейският предводител Арат се обръща за помощ към македонския цар Филип V като към хегемон на образувания през Клеоменовата война Елински съюз. Към края на 220 г. пр. Хр., представители на съюзниците, събрали се в Коринт, взимат решение за война. Намерението им е не само да спрат набезите на етолийците, но и да орежат териториално Етолия и да я лишат от контрола над Амфиктионията и почитаното в цяла Елада Делфийско светилище.

## Развой

### Войната през 219 г. пр. Хр.
В началото на войната надмощието е на Етолия. През 219 г. пр. Хр. етолийски войски нападат Ахея от север през Коринтския залив и от запад, през земите на съюзните им елейци. Ахейците са притиснати и от Спарта, където през същата година е извършен политически преврат и проахейски настроените управници са избити. Спартанците нахлуват в Арголида начело с царя си Ликург.
Междувременно Филип V настъпва с македонски и епирски войски през Епир в Етолия и Акарнания, превзема силната крепост Амбрак (на брега на Амбракийския залив) и изгражда пристанищна база в Ениада (на устието на Ахелой в Йонийско море). При ответните атаки на етолийците са разграбени светилищата в Дион (в Македония) и Додона (в Епир).

### Битка при Стимфал
През зимата на 219 – 218 г. пр. Хр. Филип V постига обрат на военните действия в Пелопонес. Етолийски отреди, грабещи ахейските земи, са разгромени край Стимфал. Македони и ахейци завземат опорни пунктове на етолийците в западната част на полуострова и опустошават Елида. В областта Трифилия (южно от Елида) е поставен македонски наместник.
Въпреки понесените загуби, елейците отхвърлят предложението на македонския цар да се откажат от съюза си с Етолия и да сключат сепаративен мир.

### Походи на Филип V в Етолия и Лакония
През пролетта на 218 г. пр. Хр. Филип V обсажда безуспешно Пала, главен град на остров Кефалония и потенциална база за контрол над западното гръцко крайбрежие. През това време Ликург напада Месения, а етолийската войска настъпва в подвластните на македонския цар части от Тесалия.
Филип V използва съоръжения същото лято транспортен флот за бързо прехвърляне на войските си. Така той първо успява да изненада етолийците, навлиза дълбоко в страната им и разрушава главния им град Терм, а малко по-късно същото лято разорява и Лакония, без спартанците да успеят да му се противопоставят.
След тези успехи на македонския владетел търговските републики Родос и Хиос предлагат посредничеството си за прекратяване на войната. Силно притиснатите етолийци приемат едномесечно примирие, но бламират преговорите, надявайки се, че възникналите по същото време вълнения в македонската войска и разногласията с Апелес и други хора от най-близкото му обкръжение ще отслабят Филип.

### Войната през 217 г. пр. Хр.
В началото на 217 г. пр. Хр. Филип V е задържан в Македония, поради заплахата от дарданите. Съюзниците му в Ахея и македонските войски във Фокида обаче са достатъчни, за да отразят етолийските атаки.
Едва след като подсигурява северните си граници, македонският цар предприема поход срещу етолийските владения северно от Термопилите. Кампанията се развива успешно със завладяването на Фтиотидска Тива, но е прекъсната, поради измяната на доскорошния илирийски съюзник Скердилаид, който започва пиратски нападения в Егея.
След безуспешно преследване на пиратите Филип овладява остров Закинтос и струпва войската си срещу Елида. Междувременно, Родос и Хиос отново предлагат да посредничат между воюващите, този път заедно с Византион и египетския цар Птолемей IV. Този път етолийците приемат предложението. Филип V също се съгласява, повлиян според ахейския летописец Полибий от вестта за пораженията на римляните от Ханибал и надеждата за териториално разширение в Илирия.

## Мир
Мирните условия са договорени през 217 г. пр. Хр. в Навпакт. Етолийците се съгласяват да прекратят пиратските набези в земите на Елинския съюз, губят владенията си в южна Тесалия, но запазват Делфи. От македонските съюзници Ахейският съюз присъединява няколко крепости в Пелопонес, а епиротите получават територии около Амбракийския залив. Основните придобивки са за Филип V – освен в южна Тесалия, пряка македонска власт е установена в Трифилия и Фокида, както и на остров Закинтос.
Враждата между Етолия и Македония продължава и през следващите десетилетия. Етолийците се съюзяват с Рим срещу Филип V и в Първата, и във Втората македонска война.